# Calendario romano generale

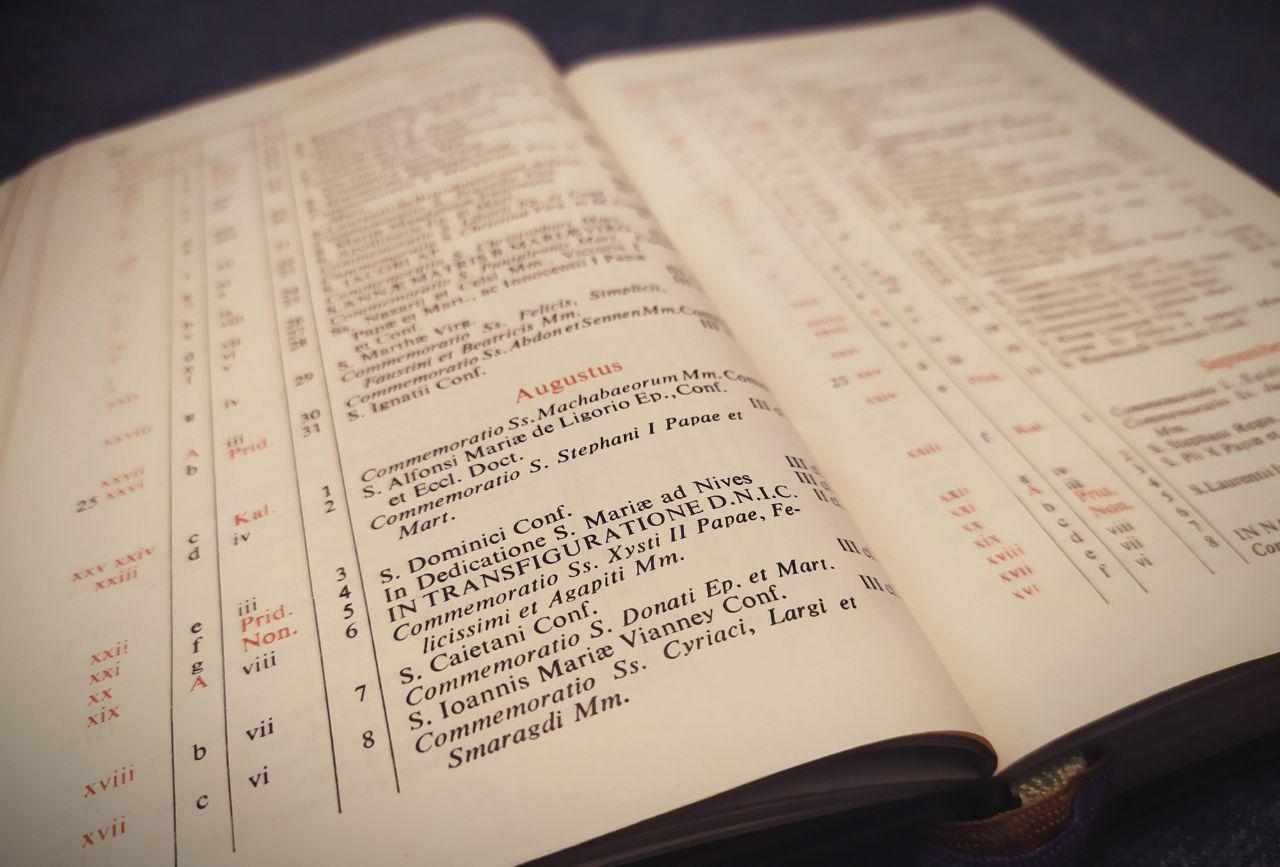
Uno scorcio del calendario romano generale del 1960 dal Breviarium Romanum

Il calendario romano generale è il calendario liturgico ufficiale usato, nell'ambito della Chiesa latina della Chiesa cattolica, per disciplinare le ricorrenze e le celebrazioni dell'anno liturgico del rito romano ovunque tale rito sia diffuso. Si danno anche calendari particolari, basati su di esso, destinati a chiese particolari e a famiglie religiose.
Siccome il rito romano è il più diffuso rito cristiano a livello planetario, ne consegue che il calendario romano generale, con i suoi adattamenti nelle forma di calendari particolari, sia il calendario liturgico cristiano più diffuso.
Come per gli altri calendari liturgici, anche il calendario romano disciplina le due calendarizzazioni che si sovrappongono in ogni anno liturgico, ossia il temporale e il santorale.

## Organizzazione del temporale e del santorale
Può succedere che il temporale e il santorale indichino per un giorno di un determinato anno due o più celebrazioni. Mentre nulla proibisce che alla stessa data siano assegnate permanentemente distinte celebrazioni del rango di memoria facoltativa, ciò non è possibile per celebrazioni di rango superiore. Per tali celebrazioni, quella di rango inferiore secondo l'ordine di precedenza della Tabella dei giorni liturgici cede il posto all'altra e viene o omessa o (soltanto nel caso di una solennità) trasferita ad altro giorno.
Una solennità che cade in una domenica dell'Avvento, della Quaresima o del Tempo pasquale viene trasferita al lunedì successivo, eccetto quando cade nella domenica delle palme o nella domenica di Pasqua. Le solennità di san Giuseppe e dell'Annunciazione, come pure le solennità a livello locale, se cadono nella settimana santa o nell'ottava di Pasqua, vengono trasferite al primo giorno libero successivo alla II domenica di Pasqua.
Le domeniche del tempo ordinario e del periodo natalizio cedono solo alle solennità e alle feste del Signore, mentre quelle di Avvento, di Quaresima e di Pasqua hanno la precedenza su tutte le solennità e tutte le feste. In linea di principio è esclusa l'assegnazione di una domenica come data perpetua di un'altra celebrazione, con eccezione delle feste della Santa Famiglia e del battesimo del Signore, e delle solennità di Cristo Re e della Santissima Trinità. Inoltre, dove non sono feste di precetto, sono assegnate a delle domeniche l'Epifania, l'Ascensione di Gesù e il Corpus Domini.
Non si danno conflittuali coincidenze di data fra il temporale generale e un temporale particolare né fra il santorale generale e uno particolare, perché i calendari particolari sono creati in armonia con quello generale.

## Attuale calendario romano generale
L'attuale calendario romano generale, riportato di seguito, corrisponde a quello che si trova nelle pagine 105-116 della terza edizione del Missale Romanum (del 2002), con l'aggiunta delle modifiche successive, e cioè:
- l'iscrizione della memoria obbligatoria di Maria Madre della Chiesa (lunedì dopo Pentecoste);[6]
- l'iscrizione delle memorie facoltative di:
  - Beata Vergine Maria di Loreto (10 dicembre),[7]
  - San Giovanni XXIII (11 ottobre),[8]
  - San Giovanni Paolo II (22 ottobre),[8]
  - San Paolo VI (29 maggio),[9]
  - Santa Faustina Kowalska (5 ottobre),[10]
  - San Gregorio di Narek (27 febbraio),[11]
  - San Giovanni d'Avila (10 maggio),[11]
  - Santa Ildegarda di Bingen (17 settembre),[11]
  - Santa Teresa di Calcutta (5 settembre);[12]
- l'elevazione al grado di festa della celebrazione liturgica di Santa Maria Maddalena (22 luglio);[13]
- la modifica del titolo della memoria di Santa Marta (29 luglio) con l'aggiunta di Maria e Lazzaro di Betania;[14]
- il conferimento del titolo di dottore della Chiesa a Sant'Ireneo di Lione (28 giugno).[15]

In tutti i sabati del tempo ordinario si può celebrare la memoria facoltativa di Santa Maria in sabato, a meno che non coincida con giorni di maggiore importanza.
Dove non è indicato il rango della celebrazione, si tratta di una memoria facoltativa.

### Gennaio
- 1º gennaio: Ottava di Natale. Maria Santissima Madre di Dio - Solennità
- 2 gennaio: Santi Basilio Magno e Gregorio Nazianzeno, vescovi e dottori della Chiesa - Memoria
- 3 gennaio: Santissimo Nome di Gesù
- 4 gennaio:
- 5 gennaio:
- 6 gennaio: Epifania del Signore[16] - Solennità
- 7 gennaio: San Raimondo di Peñafort, presbitero
- 8 gennaio:
- 9 gennaio:
- 10 gennaio:
- 11 gennaio:
- 12 gennaio:
- 13 gennaio: Sant'Ilario di Poitiers, vescovo e dottore della Chiesa
- 14 gennaio:
- 15 gennaio:
- 16 gennaio:
- 17 gennaio: Sant'Antonio, abate – Memoria
- 18 gennaio:
- 19 gennaio:
- 20 gennaio: San Fabiano, papa e martire; San Sebastiano, martire
- 21 gennaio: Sant'Agnese, vergine e martire - Memoria
- 22 gennaio: San Vincenzo, diacono e martire
- 23 gennaio:
- 24 gennaio: San Francesco di Sales, vescovo e dottore della Chiesa - Memoria
- 25 gennaio: Conversione di San Paolo, apostolo - Festa
- 26 gennaio: Santi Timoteo e Tito, vescovi - Memoria
- 27 gennaio: Sant'Angela Merici, vergine
- 28 gennaio: San Tommaso d'Aquino, presbitero e dottore della Chiesa - Memoria
- 29 gennaio:
- 30 gennaio:
- 31 gennaio: San Giovanni Bosco, presbitero - Memoria

Domenica dopo l'Epifania: Battesimo del Signore - Festa

### Febbraio
- 1º febbraio:
- 2 febbraio: Presentazione del Signore - Festa
- 3 febbraio: San Biagio, vescovo e martire; Sant'Oscar o Ansgario, vescovo
- 4 febbraio:
- 5 febbraio: Sant'Agata, vergine e martire - Memoria
- 6 febbraio: San Paolo Miki, presbitero, e compagni, martiri - Memoria
- 7 febbraio:
- 8 febbraio: San Girolamo Emiliani, presbitero; Santa Giuseppina Bakhita, vergine
- 9 febbraio:
- 10 febbraio: Santa Scolastica, vergine - Memoria
- 11 febbraio: Beata Vergine Maria di Lourdes
- 12 febbraio:
- 13 febbraio:
- 14 febbraio: Santi Cirillo, monaco, e Metodio, vescovo – Festa
- 15 febbraio:
- 16 febbraio:
- 17 febbraio: Santi sette fondatori dell'ordine dei Servi di Maria
- 18 febbraio:
- 19 febbraio:
- 20 febbraio:
- 21 febbraio: San Pier Damiani, vescovo e dottore della Chiesa
- 22 febbraio: Cattedra di San Pietro, apostolo - Festa
- 23 febbraio: San Policarpo, vescovo e martire - Memoria
- 24 febbraio:
- 25 febbraio:
- 26 febbraio:
- 27 febbraio: San Gregorio di Narek, abate e dottore della Chiesa
- 28 febbraio:

### Marzo
- 1º marzo:
- 2 marzo:
- 3 marzo:
- 4 marzo: San Casimiro
- 5 marzo:
- 6 marzo:
- 7 marzo: Sante Perpetua e Felicita, martiri - Memoria
- 8 marzo: San Giovanni di Dio, religioso
- 9 marzo: Santa Francesca Romana, religiosa
- 10 marzo:
- 11 marzo:
- 12 marzo:
- 13 marzo:
- 14 marzo:
- 15 marzo:
- 16 marzo:
- 17 marzo: San Patrizio, vescovo
- 18 marzo: San Cirillo di Gerusalemme, vescovo e dottore della Chiesa
- 19 marzo: San Giuseppe, sposo della Beata Vergine Maria - Solennità
- 20 marzo:
- 21 marzo:
- 22 marzo:
- 23 marzo: San Turibio de Mogrovejo, vescovo
- 24 marzo:
- 25 marzo: Annunciazione del Signore - Solennità
- 26 marzo:
- 27 marzo:
- 28 marzo:
- 29 marzo:
- 30 marzo:
- 31 marzo:

### Aprile
- 1º aprile:
- 2 aprile: San Francesco di Paola, eremita
- 3 aprile:
- 4 aprile: Sant'Isidoro, vescovo e dottore della Chiesa
- 5 aprile: San Vincenzo Ferrer, presbitero
- 6 aprile:
- 7 aprile: San Giovanni Battista de La Salle, presbitero - Memoria
- 8 aprile:
- 9 aprile:
- 10 aprile:
- 11 aprile: San Stanislao, vescovo e martire - Memoria
- 12 aprile:
- 13 aprile: San Martino I, papa e martire
- 14 aprile:
- 15 aprile:
- 16 aprile:
- 17 aprile:
- 18 aprile:
- 19 aprile:
- 20 aprile:
- 21 aprile: Sant'Anselmo, vescovo e dottore della Chiesa
- 22 aprile:
- 23 aprile: San Giorgio, martire; Sant'Adalberto di Praga, vescovo e martire
- 24 aprile: San Fedele di Sigmaringa, presbitero e martire
- 25 aprile: San Marco, evangelista - Festa
- 26 aprile:
- 27 aprile:
- 28 aprile: San Pietro Chanel, presbitero e martire; San Luigi Maria Grignion de Montfort, presbitero
- 29 aprile: Santa Caterina da Siena, vergine e dottore della chiesa - Festa
- 30 aprile: San Pio V, papa

### Maggio
- 1º maggio: San Giuseppe, lavoratore - Memoria
- 2 maggio: Sant'Atanasio, vescovo e dottore della Chiesa - Memoria
- 3 maggio: Santi Filippo e Giacomo, apostoli - Festa
- 4 maggio:
- 5 maggio:
- 6 maggio:
- 7 maggio:
- 8 maggio:
- 9 maggio:
- 10 maggio: San Giovanni d'Avila, presbitero e dottore della Chiesa
- 11 maggio:
- 12 maggio: Santi Nereo e Achilleo, martiri; San Pancrazio, martire
- 13 maggio: Beata Vergine Maria di Fatima
- 14 maggio: San Mattia, apostolo - Festa
- 15 maggio:
- 16 maggio:
- 17 maggio:
- 18 maggio: San Giovanni I, papa e martire
- 19 maggio:
- 20 maggio: San Bernardino da Siena, presbitero
- 21 maggio: San Cristoforo Magallanes, presbitero, e compagni, martiri
- 22 maggio: Santa Rita da Cascia, religiosa
- 23 maggio:
- 24 maggio:
- 25 maggio: San Beda il Venerabile, presbitero e dottore della Chiesa; San Gregorio VII, papa; Santa Maria Maddalena de' Pazzi, vergine
- 26 maggio: San Filippo Neri, presbitero - Memoria
- 27 maggio: Sant'Agostino di Canterbury, vescovo
- 28 maggio:
- 29 maggio: San Paolo VI, papa
- 30 maggio:
- 31 maggio: Visitazione della Beata Vergine Maria - Festa

Lunedì dopo Pentecoste: Maria Madre della Chiesa - Memoria

Prima domenica dopo Pentecoste: Santissima Trinità - Solennità

Domenica dopo la Santissima Trinità: Santissimo Corpo e Sangue di Cristo - Solennità

### Giugno
- 1º giugno: San Giustino, martire - Memoria
- 2 giugno: Santi Marcellino e Pietro, martiri
- 3 giugno: San Carlo Lwanga e compagni, martiri - Memoria
- 4 giugno:
- 5 giugno: San Bonifacio, vescovo e martire - Memoria
- 6 giugno: San Norberto, vescovo
- 7 giugno
- 8 giugno:
- 9 giugno: Sant'Efrem, diacono e dottore della Chiesa
- 10 giugno:
- 11 giugno: San Barnaba, apostolo - Memoria
- 12 giugno:
- 13 giugno: Sant'Antonio di Padova, presbitero e dottore della Chiesa - Memoria
- 14 giugno:
- 15 giugno:
- 16 giugno:
- 17 giugno:
- 18 giugno:
- 19 giugno: San Romualdo, abate
- 20 giugno:
- 21 giugno: San Luigi Gonzaga, religioso - Memoria
- 22 giugno: San Paolino di Nola, vescovo; Santi Giovanni Fisher, vescovo, e Tommaso Moro, martiri
- 23 giugno:
- 24 giugno: Natività di San Giovanni Battista - Solennità
- 25 giugno:
- 26 giugno:
- 27 giugno: San Cirillo di Alessandria, vescovo e dottore della Chiesa
- 28 giugno: Sant'Ireneo, vescovo, martire e dottore della Chiesa - Memoria
- 29 giugno: Santi Pietro e Paolo, apostoli - Solennità
- 30 giugno: Santi Primi martiri della Chiesa romana

Venerdì dopo la seconda domenica dopo Pentecoste: Sacratissimo Cuore di Gesù – Solennità

Sabato dopo la seconda domenica dopo Pentecoste: Cuore Immacolato di Maria – Memoria

### Luglio
- 1º luglio:
- 2 luglio:
- 3 luglio: San Tommaso, apostolo - Festa
- 4 luglio: Sant'Elisabetta di Portogallo
- 5 luglio: Sant'Antonio Maria Zaccaria, presbitero
- 6 luglio: Santa Maria Goretti, vergine e martire
- 7 luglio:
- 8 luglio:
- 9 luglio: Sant'Agostino Zhao Rong, presbitero, e compagni, martiri
- 10 luglio:
- 11 luglio: San Benedetto, abate – Festa
- 12 luglio:
- 13 luglio: Sant'Enrico
- 14 luglio: San Camillo de Lellis, presbitero
- 15 luglio: San Bonaventura, vescovo e dottore della Chiesa - Memoria
- 16 luglio: Beata Vergine Maria del Monte Carmelo
- 17 luglio:
- 18 luglio:
- 19 luglio:
- 20 luglio: Sant'Apollinare, vescovo e martire
- 21 luglio: San Lorenzo da Brindisi, presbitero e dottore della Chiesa
- 22 luglio: Santa Maria Maddalena - Festa
- 23 luglio: Santa Brigida, religiosa - Festa
- 24 luglio: San Charbel Makhluf, eremita
- 25 luglio: San Giacomo, apostolo - Festa
- 26 luglio: Santi Gioacchino ed Anna, genitori della Beata Vergine Maria - Memoria
- 27 luglio:
- 28 luglio:
- 29 luglio: Santi Marta, Maria e Lazzaro - Memoria
- 30 luglio: San Pietro Crisologo, vescovo e dottore della Chiesa
- 31 luglio: Sant'Ignazio di Loyola, presbitero - Memoria

### Agosto
- 1º agosto: Sant'Alfonso Maria de' Liguori, vescovo e dottore della Chiesa - Memoria
- 2 agosto: Sant'Eusebio di Vercelli, vescovo; San Pietro Giuliano Eymard, presbitero
- 3 agosto:
- 4 agosto: San Giovanni Maria Vianney, presbitero - Memoria
- 5 agosto: Dedicazione della basilica di Santa Maria Maggiore
- 6 agosto: Trasfigurazione del Signore - Festa
- 7 agosto: San Sisto II, papa, e compagni, martiri; San Gaetano, presbitero
- 8 agosto: San Domenico, presbitero - Memoria
- 9 agosto: Santa Teresa Benedetta della Croce, vergine e martire - Festa
- 10 agosto: San Lorenzo, diacono e martire - Festa
- 11 agosto: Santa Chiara, vergine - Memoria
- 12 agosto: Santa Giovanna Francesca Frémiot de Chantal, religiosa
- 13 agosto: Santi Ponziano, papa, e Ippolito, presbitero, martiri
- 14 agosto: San Massimiliano Maria Kolbe, presbitero e martire - Memoria
- 15 agosto: Assunzione di Maria - Solennità
- 16 agosto: Santo Stefano d'Ungheria
- 17 agosto:
- 18 agosto:
- 19 agosto: San Giovanni Eudes, presbitero
- 20 agosto: San Bernardo, abate e dottore della Chiesa - Memoria
- 21 agosto: San Pio X, papa - Memoria
- 22 agosto: Beata Vergine Maria Regina - Memoria
- 23 agosto: Santa Rosa da Lima, vergine
- 24 agosto: San Bartolomeo, apostolo - Festa
- 25 agosto: San Luigi IX; San Giuseppe Calasanzio, presbitero
- 26 agosto:
- 27 agosto: Santa Monica - Memoria
- 28 agosto: Sant'Agostino, vescovo e dottore della Chiesa - Memoria
- 29 agosto: Martirio di San Giovanni Battista - Memoria
- 30 agosto:
- 31 agosto:

### Settembre
- 1º settembre:
- 2 settembre:
- 3 settembre: San Gregorio Magno, papa e dottore della Chiesa - Memoria
- 4 settembre:
- 5 settembre: Santa Teresa di Calcutta, vergine
- 6 settembre:
- 7 settembre:
- 8 settembre: Natività della Beata Vergine Maria - Festa
- 9 settembre: San Pietro Claver, presbitero
- 10 settembre:
- 11 settembre:
- 12 settembre: Santissimo Nome di Maria
- 13 settembre: San Giovanni Crisostomo, vescovo e dottore della Chiesa - Memoria
- 14 settembre: Esaltazione della Santa Croce - Festa
- 15 settembre: Beata Vergine Maria Addolorata - Memoria;
- 16 settembre: Santi Cornelio, papa, e Cipriano vescovo, martiri - Memoria
- 17 settembre: Santa Ildegarda di Bingen, vergine e dottore della Chiesa; San Roberto Bellarmino, vescovo e dottore della Chiesa
- 18 settembre:
- 19 settembre: San Gennaro, vescovo e martire
- 20 settembre: Santi Andrea Kim Taegon, Paolo Chŏng Hasang e compagni, martiri - Memoria
- 21 settembre: San Matteo, apostolo ed evangelista - Festa
- 22 settembre:
- 23 settembre: San Pio da Pietrelcina, presbitero - Memoria
- 24 settembre:
- 25 settembre:
- 26 settembre: Santi Cosma e Damiano, martiri
- 27 settembre: San Vincenzo de' Paoli, presbitero - Memoria
- 28 settembre: San Venceslao, martire; San Lorenzo Ruiz, presbitero, e compagni, martiri
- 29 settembre: Santi Michele, Gabriele e Raffaele, Arcangeli - Festa
- 30 settembre: San Girolamo, presbitero e dottore della Chiesa - Memoria

### Ottobre
- 1º ottobre: Santa Teresa di Gesù Bambino, vergine e dottore della Chiesa - Memoria
- 2 ottobre: Santi Angeli custodi - Memoria
- 3 ottobre:
- 4 ottobre: San Francesco d'Assisi - Festa
- 5 ottobre: Santa Faustina Kowalska, vergine
- 6 ottobre: San Bruno, presbitero
- 7 ottobre: Beata Vergine Maria del Rosario - Memoria
- 8 ottobre:
- 9 ottobre: San Dionigi, vescovo, e compagni, martiri; San Giovanni Leonardi, presbitero
- 10 ottobre:
- 11 ottobre: San Giovanni XXIII, papa
- 12 ottobre:
- 13 ottobre:
- 14 ottobre: San Callisto I, papa e martire
- 15 ottobre: Santa Teresa di Gesù, vergine e dottore della Chiesa - Memoria
- 16 ottobre: Sant'Edvige, religiosa; Santa Margherita Maria Alacoque, religiosa
- 17 ottobre: Sant'Ignazio di Antiochia, vescovo e martire - Memoria
- 18 ottobre: San Luca, evangelista - Festa
- 19 ottobre: Santi Giovanni de Brébeuf, Isacco Jogues e compagni, martiri; San Paolo della Croce, presbitero
- 20 ottobre:
- 21 ottobre:
- 22 ottobre: San Giovanni Paolo II, papa
- 23 ottobre: San Giovanni da Capestrano, presbitero
- 24 ottobre: Sant'Antonio Maria Claret, vescovo
- 25 ottobre:
- 26 ottobre:
- 27 ottobre:
- 28 ottobre: Santi Simone e Giuda, apostoli - Festa
- 29 ottobre:
- 30 ottobre:
- 31 ottobre:

### Novembre
- 1º novembre: Tutti i Santi - Solennità
- 2 novembre: Commemorazione di tutti i fedeli defunti
- 3 novembre: San Martino de Porres, religioso
- 4 novembre: San Carlo Borromeo, vescovo - Memoria
- 5 novembre:
- 6 novembre:
- 7 novembre:
- 8 novembre:
- 9 novembre: Dedicazione della basilica lateranense - Festa
- 10 novembre: San Leone Magno, papa e dottore della Chiesa - Memoria
- 11 novembre: San Martino di Tours, vescovo - Memoria
- 12 novembre: San Giosafat, vescovo e martire - Memoria
- 13 novembre:
- 14 novembre
- 15 novembre: Sant'Alberto Magno, vescovo e dottore della Chiesa
- 16 novembre: Santa Margherita di Scozia; Santa Gertrude, vergine
- 17 novembre: Santa Elisabetta d'Ungheria, religiosa - Memoria
- 18 novembre: Dedicazione delle basiliche dei Santi Pietro e Paolo, apostoli
- 19 novembre:
- 20 novembre
- 21 novembre: Presentazione della Beata Vergine Maria - Memoria
- 22 novembre: Santa Cecilia, vergine e martire - Memoria
- 23 novembre: San Clemente I, papa e martire; San Colombano, abate
- 24 novembre: Sant'Andrea Dung-Lac e compagni, martiri - Memoria
- 25 novembre: Santa Caterina d'Alessandria, vergine e martire
- 26 novembre:
- 27 novembre:
- 28 novembre:
- 29 novembre:
- 30 novembre: Sant'Andrea, apostolo - Festa

Ultima domenica del Tempo Ordinario: Nostro Signore Gesù Cristo Re dell'universo - Solennità

### Dicembre
- 1º dicembre:
- 2 dicembre:
- 3 dicembre: San Francesco Saverio, presbitero - Memoria
- 4 dicembre: San Giovanni Damasceno, presbitero e dottore della Chiesa
- 5 dicembre:
- 6 dicembre: San Nicola, vescovo - Memoria
- 7 dicembre: Sant'Ambrogio, vescovo e dottore della Chiesa - Memoria
- 8 dicembre: Immacolata Concezione della Beata Vergine Maria - Solennità
- 9 dicembre: San Giovanni Diego Cuauhtlatoatzin
- 10 dicembre: Beata Vergine Maria di Loreto
- 11 dicembre: San Damaso I, papa
- 12 dicembre: Beata Vergine Maria di Guadalupe
- 13 dicembre: Santa Lucia, vergine e martire - Memoria
- 14 dicembre: San Giovanni della Croce, presbitero e dottore della Chiesa - Memoria
- 15 dicembre:
- 16 dicembre:
- 17 dicembre:
- 18 dicembre:
- 19 dicembre:
- 20 dicembre:
- 21 dicembre: San Pietro Canisio, presbitero e dottore della Chiesa
- 22 dicembre:
- 23 dicembre: San Giovanni da Kęty, presbitero
- 24 dicembre:
- 25 dicembre: Natale del Signore - Solennità
- 26 dicembre: Santo Stefano, primo martire - Festa
- 27 dicembre: San Giovanni, apostolo ed evangelista - Festa
- 28 dicembre: Santi Innocenti, martiri - Festa
- 29 dicembre: San Tommaso Becket, vescovo e martire
- 30 dicembre:
- 31 dicembre: San Silvestro I, papa

Domenica fra l'Ottava di Natale oppure, se non c'è nessuna domenica, il 30 dicembre: Santa Famiglia di Gesù, Maria e Giuseppe - Festa

## Calendari particolari di rito romano
Secondo le Norme Generali per l'ordinamento dell'Anno Liturgico e del Calendario, nel calendario generale è iscritto tutto il ciclo delle celebrazioni sia relative al mistero della salvezza nel Proprio del tempo (il Temporale), sia di quei santi proposti per essere celebrati dappertutto a motivo del loro significato universale, sia di altri che dimostrano l'universalità e la continuità della santità nel popolo di Dio.
Il calendario romano generale si distingue dai calendari particolari che contengono, inserite organicamente in quello generale, le celebrazioni in rito romano proprie delle singole Chiese o famiglie religiose.
"Per quanto sia opportuno che ciascuna diocesi abbia il suo calendario e il suo Proprio degli Uffici e delle Messe, nulla vieta che vi siano calendari Propri comuni a un'intera provincia o regione, o anche a una nazione o a un territorio più vasto, preparati in collaborazione tra tutti coloro cui tali calendari e Propri sono destinati."
Nei calendari particolari si aggiungono:
- Le solennità
  - Del patrono principale di una località, di una città o di uno stato
  - Della dedicazione e dell'anniversario della dedicazione della chiesa propria
  - Del titolo della propria chiesa
  - O del titolo o del fondatore o del patrono principale di un ordine o di una congregazione
- Le feste
  - Del patrono principale di una diocesi
  - Dell'anniversario della dedicazione di una cattedrale
  - Del patrono principale di una regione o provincia, di una nazione o di un territorio più esteso
  - Del titolo, del fondatore o del patrono di un ordine o di una congregazione, non celebrato come solennità

## Calendari particolari in lingua italiana

### Italia
In Italia, senza contare le numerose variazioni delle singole diocesi e località, sono otto le differenze fra il calendario romano generale e quello particolare della Nazione intera. Di queste, cinque valgono non solo per l'Italia ma anche per tutta l'Europa, in quanto feste dei santi patroni dell'intero continente:
- 14 febbraio: Santi Cirillo, monaco, e Metodio, vescovo - Festa
- 29 aprile: Santa Caterina da Siena, vergine e dottore della Chiesa - Festa
- 11 luglio: San Benedetto, abate - Festa
- 23 luglio: Santa Brigida, religiosa - Festa
- 9 agosto: Santa Teresa Benedetta della Croce, vergine e martire - Festa

Sono tre le differenze che riguardano specificamente tutta l'Italia:
- 1º maggio: San Giuseppe, lavoratore - Memoria[25]
- 4 ottobre: San Francesco d'Assisi, patrono d'Italia - Festa
- 6 dicembre: San Nicola, vescovo - Memoria[26]

Rispetto al calendario romano generale, le variazioni del calendario particolare italiano sono meno numerose di quelle di altri calendari nazionali. D'altra parte, i santi italiani (tra cui quelli romani), che sono già inclusi nel calendario romano generale, sono molto più numerosi di quelli di altre nazioni.

### Svizzera
Oltre alle feste dei patroni d'Europa, già citate qui sopra, si aggiunge la celebrazione del patrono della Svizzera:
- 25 settembre: San Nicola della Flüe - Solennità[29]